# Кояме
Кояме (исп. Coyame), официальное наименование Сантьяго-де-Кояме (исп. Santiago de Coyame) — посёлок в Мексике, штат Чиуауа, входит в состав муниципалитета Кояме-дель-Сотоль и является его административным центром. Численность населения, по данным переписи 2010 года, составила 709 человек.

## Общие сведения
Название Coyame является словом апачей, которые так называли местный ручей.
Поселение было основано в 1715 году Хуаном Антонио Трасвиния и Ретесом, но спустя 10 лет было заброшено. Возродили поселение миссионеры в 1752 году, для евангелизации местного населения. В 1780 году поселение было укреплено и построены фортификационные сооружения для отражения атак индейцев.